# Hugh Price Hughes
Il Reverendo Hugh Price Hughes (Carmarthen, 8 febbraio 1847 – Londra, 17 novembre 1902) è stato un religioso e Presidente della Conferenza Metodista dal 1898 al 1899 britannico; è stato un pastore protestante gallese e riformatore religioso nella tradizione metodista, presidente della Chiesa Metodista di Wesley, sovrintendente della Missione metodista di West London. Ha servito in molteplici ruoli di leadership nella Wesleyan Methodist Church. Ha organizzato la missione metodista di West London, un'organizzazione metodista chiave oggi. Riconosciuto come uno dei più grandi oratori della sua epoca, nel 1885 Hughes fondò e diresse anche un influente giornale, il Methodist Times. I suoi editoriali hanno contribuito a convincere i metodisti a rompere il loro sostegno di lunga data ai conservatori e sostenere il partito liberale più moralista, che altri protestanti anticonformisti stavano già sostenendo.

## Biografia

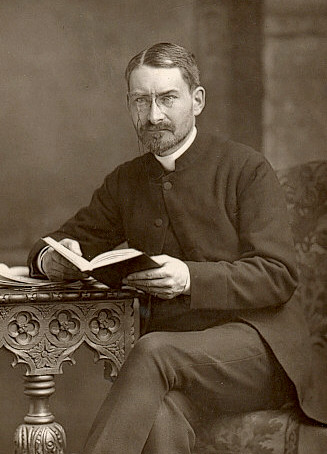
Fotografia del 1889, c.ca

Hughes nacque a Carmarthen e studiò al Richmond Theological College e all'University College di Londra. Sua sorella era l'insegnante Elizabeth Phillips Hughes. Sposò Katherine Hughes (nata Barrett). Nel 1885 fondò il Methodist Times e nel 1887 fu nominato sovrintendente della missione metodista di West London. Sua moglie Katherine organizzò e guidò le innovative Sisters of the People, volontarie di assistenza sociale associate alla Missione di West London. Nel 1896 fu eletto primo presidente del Consiglio nazionale delle chiese evangeliche libere, un'organizzazione che contribuì a creare. Nel 1898 fu eletto presidente della Wesleyan Methodist Conference per un anno.

### Leader del Forward Movement
Hughes diventò il leader del "Movimento in avanti" nel Metodismo, che cercò di rimodellare la Chiesa Metodista come coscienza morale e sociale della Gran Bretagna. Successivamente estese questa idea alle Chiese libere anticonformiste nel loro insieme. Era preoccupato che la tradizione evangelica non anglicana si fosse concentrata eccessivamente sulla salvezza individuale ed era tempo che metodisti, battisti, congregazionalisti, presbiteriani e quaccheri diventassero chiese in un senso più pieno, assumendosi la responsabilità della salvezza della società. Queste idee furono espresse nei suoi sermoni pubblicati. Nel suo primo libro di prediche, intitolato Cristianesimo sociale, dichiarò: "È perché lo spirito di Cristo non è stato introdotto nella vita pubblica che l'Europa si trova oggi in una condizione pericolosa... Il mio desiderio è di applicare il cristianesimo a ogni aspetto della vita ."

### Leader del partito liberale
Hughes ha svolto un ruolo chiave nel guidare i metodisti nella coalizione del Partito Liberale, lontano dalle tendenze conservatrici dei precedenti leader metodisti. Il suo attivismo incarnava il concetto della "Coscienza anticonformista". Come riformatore Hughes era un leader per il movimento per la temperanza nel Regno Unito e per l'abrogazione dei Contagious Diseases Acts. Era anche un forte sostenitore dell'istruzione pubblica, non settaria e della pace internazionale. Ha fortemente sostenuto l'Autogoverno dell'Irlanda di Gladstone. Dopo che si scoprì che il leader nazionalista irlandese Charles Stewart Parnell aveva commesso adulterio con Katherine O'Shea, Hughes dichiarò che i non conformisti inglesi non avrebbero più sostenuto la causa irlandese se il suo leader fosse stato un comprovato adultero. Questa minaccia portò Gladstone ad affermare che non avrebbe potuto rimanere leader liberale se Parnell avesse continuato a guidare i nazionalisti, facendo così precipitare la Scissione di Parnell.
Morì nella sua casa di Londra a seguito di un ictus.

### Famiglia
Il 20 agosto 1873 sposò Mary Katherine Howard, figlia del reverendo Alfred Barrett, governatore del Richmond Theological College; ebbero due figli e due figlie.

## Attivisti Associati nel Cambiamento Sociale
- Emmeline Pethick-Lawrence
- Mark Guy Pearse
- Henry Simpson Lunn
- Charles Albert Berry
- Percy William Bunting
- John Greener Hallimond

## La Missione di West London
Secondo "Una contessa della Missione di Bowery: l'Araldo cristiano e i segni dei nostri tempi", 20 dicembre 1899, pagina 987: "Nove anni fa, [Hallimond] era collegato con la grande missione di West London, in Inghilterra, di cui il Rev. Hugh Price Hughes è il sovrintendente." Ciò è ripetuto in "Great Heart of the Bowery: Parte dalla storia della vita di John G. Hallimond, defunto sovrintendente della Bowery Mission", Fleming H. Revell, NY: 1925. Nella prefazione biografica di George H. Sandison di Christian Herald, "Nove anni prima di venire in America era in contatto con la grande Missione di West London, di cui il Rev. Hugh Price Hughes era sovrintendente" (pagina 13).